# Resolution-Subglazialhochland
Das Resolution-Subglazialhochland umfasst eine Reihe von Hochplateaus, die komplett von kontinentalem Gletschereis überdeckt sind. Im ostantarktischen Wilkeslands verlaufen sie in nordnordwest-südsüdöstlicher Ausdehnung und trennen den Adventure-Subglazialgraben vom Wilkes-Subglazialbecken.
Die Ausdehnung des Hochlands wurde mittels Sonarortung im Rahmen eines gemeinsamen Programms des Scott Polar Research Institute, der National Science Foundation und Dänemarks Technischer Universität zwischen 1967 und 1979 ermittelt. Benannt ist es nach der HMS Resolution, Flaggschiff der zweiten Entdeckungsreise (1772–1775) des britischen Seefahrers James Cook.